# Sphaerodoropsis octopapillata
Sphaerodoropsis octopapillata är en ringmaskart som beskrevs av Hartmann-Schröder 1965. Sphaerodoropsis octopapillata ingår i släktet Sphaerodoropsis och familjen Sphaerodoridae. Inga underarter finns listade i Catalogue of Life.